# نادي فيلنيوس لكرة اليد
نادي فيلنيوس لكرة اليد هو نادي كرة يد في ليتوانيا. يلعب في الدوري الليتواني لكرة اليد وفاز به مرة واحدة في سنة 2006.